# Hamza ibn Alī ibn Aḥmad
Hamza ibn Ali ibn Aḥmad (in Arabisch en Perzisch:حمزه) was een 11de-eeuwse Ismailitische priester en kan worden beschouwd worden als de stichter van de  Druzische godsdienst. Hamza was van Perzische afkomst. 
Hamza was de leider van de daˤwah, de Fatimidische missie organisatie. Hamza geloofde in de transmigratie van de ziel en zond in 1017 een brief naar Fatimidische officieren en hovelingen, waarin hij verlangde dat zij de goddelijkheid van de heersende Fatimidische kalief al-Hakim en zijn voorgangers zouden erkennen. 
Het is niet zeker dat Al-Hakim het gedachtegoed van Hamza deelde, maar hij wel tolereerde Hamza's activiteiten. In 1021 verdween Al-Hakim spoorloos tijdens een incognito tripje naar een nabijgelegen heuvelrug. Wel werd zijn ezel onder het bloed teruggevonden. Naar alle waarschijnlijkheid werd hij in opdracht van zijn oudste zuster, Sitt al-Mulk preventief vermoord. 
Volgens Hamza leeft Al-Hakim echter in het verborgene door en zal hij aan het eind der tijden terugkeren als de Qā'im "Opwekker" of Mahdi "Gids". Hamza werd hierna de stichter van de groep die later als de Druzen bekend werd. Na de verdwijning van Hakim besliste Hamza dat de groep taqiyya zou leven, wat inhoudt dat zij hun ware geloof verborgen hielden. Naar buiten toe accepteerden zij weliswaar de religieuze gebruiken van de meerderheid, maar intussen hielden zij in het geheim vast aan hun eigen overtuigingen. 